# John Saw Gawdy
John Saw Gawdy (* 21. Oktober 1955 in Domapholi) ist ein myanmarischer römisch-katholischer Geistlicher und Bischof von Taungngu.

## Leben
John Saw Gawdy studierte Philosophie und Katholische Theologie am Priesterseminar in Rangun. Er empfing am 9. April 1983 das Sakrament der Priesterweihe.
Nach der Priesterweihe war John Saw Gawdy zunächst als Direktor des katechetischen Zentrums in Leiktho tätig, bevor er ab 1984 am Priesterseminar in Pyin U Lwin Philosophie lehrte. 1990 wurde Saw Gawdy für weiterführende Studien in die Vereinigten Staaten entsandt, wo er 1993 am Päpstlichen Kolleg Josephinum einen Master im Fach Biblische Theologie erwarb. Nach der Rückkehr in seine Heimat wurde er Pfarrer in Leiktho. Von 1997 bis 2007 war John Saw Gawdy Regens des Kleinen Seminars in Leiktho, bevor er Generalvikar des Bistums Taungngu wurde. Ab 2017 lehrte Saw Gawdy am interdiözesanen Priesterseminar in Loi-kaw. Zudem war er Mitglied des Konsultorenkollegiums und des Priesterrates des Bistums Taungngu.
Am 29. Juni 2020 ernannte ihn Papst Franziskus zum Koadjutorbischof von Taungngu. Der Erzbischof von Yangon, Charles Maung Kardinal Bo SDB, spendete ihm am 29. November desselben Jahres in Taungngu die Bischofsweihe; Mitkonsekratoren waren der Bischof von Taungngu, Isaac Danu, und der Bischof von Pekhon, Peter Hla.
Mit dem Rücktritt Isaac Danus am 16. Juli 2023 folgte er diesem als Bischof von Taungngu nach.